# サムゲタン
サㇺゲタン（蔘鷄湯・삼계탕）は、朝鮮料理で鶏肉の中に高麗人参、もち米、松の実等を詰めて煮込んだ料理である。薬膳料理や補身料理（ポシン料理・滋養食）ともされている。

## 概要
内臓を取った一羽の若鶏（鶏肉）の腹の中に、高麗人参、鹿茸、ファンギ（キバナオウギ）等の漢方、及びもち米、くるみ、ナツメ、ニンニク等の食材を詰め、長時間煮込んだ料理（グク）である。専門店では、烏骨鶏の肉を用いたオゴㇽゲタン（烏骨鶏湯、오골계탕）や漆の木の皮と一緒に煮込んだオッケタン（漆鶏湯、옻계탕）を出すところがあるが、通常のものより高級品とされ、値段が高い。また、参鶏湯にスッポン、アワビ、鯉等を加えたものをヨンボンタン（龍鳳湯、용봉탕）、参鶏湯の鶏を半分にしたものをパンゲタン（半鶏湯、반계탕）と呼ぶ。
煮出した熱いスープと共に提供される料理だが、朝鮮では夏バテ時の疲労回復としてよく食べられているため、「夏の料理」として提供する店が多い。特に日本の土用の丑の日におけるウナギと同様、盛夏の三伏の頃に「食べると健康に良い」とされているため、夏の間だけ提供する食堂も多い。また、参鶏湯は材料さえ入手できれば家庭でも作ることができる。朝鮮内ではサㇺゲタン用に処理された若鶏が販売されている他、冷凍食品やレトルト食品、サㇺゲタンの素となるうま味調味料も販売されている。
注意点として、カロリーと材料の問題がある。参鶏湯は基本的に鶏一羽を丸ごと入れて作る料理であり、高カロリーの食品である（レトルトで一人前とされている800g入りで720キロカロリー。大象ジャパンが輸入している製品の場合）。また、材料の一つである高麗人参は風邪等で発熱がある時に食すると動悸を誘発するため、発熱時に高麗人参入りの参鶏湯を食する行為は禁忌とされている。
参鶏湯と同様に鶏肉を他の材料と共に煮込んだスープ料理は、朝鮮半島・地理的・文化的に近い中国の中華料理にも存在する。郷土料理として福建料理の清燉全鶏や台湾料理の麻油鶏がある他、薬膳として燉鶏湯や公鶏湯が存在する。これら中華系料理と参鶏湯は外見や人参の持つ効能に期待している点が似ているものの、冬に食される、材料に米を用いない、鶏の中に他の材料を詰め込まない等子細が異なっている。

## 参鶏湯誕生までの経緯
朝鮮王朝時代、朝鮮では鶏肉料理が普及しておらず、三伏にはユッケジャンないしポシンタンが食されていた。
参鶏湯は、日本統治時代の朝鮮で鶏肉料理が発展する過程で誕生したと考えられている。当時朝鮮を統治していた朝鮮総督府は鶏卵生産のため、朝鮮全土の農村にそれまで普及していなかった養鶏を副業として始めるよう奨励していた。その結果、朝鮮でも鶏肉を使った料理が1910年代から徐々に普及するようになり、1917年には朝鮮料理研究家の方信榮が著書の『萬家必備・朝鮮料理製法』（京城・新文館発行）でタックㇰ（닭국、鶏肉の入ったグク）を、1924年には李用基が著書の『朝鮮無双新式料理製法』（京城・永昌書館発行）で調味料無しで材料を長時間煮込むペクスク（백숙、丸鶏の水炊き）をそれぞれ紹介している。
参鶏湯は遅くとも1920年代には存在しており、当時は鶏参湯（ケサㇺタン、けいじんとう）と呼ばれていた。昭和5年（1930年）刊行の『日本地理風俗大系・十六巻』（新光社）の202頁には 「夏の三カ月間、人参と糯米の少しばかりを雌鶏の腹腔中にうずめて、その姿のまま煎じ出した液を鶏参湯（けいじんとう）と称し、一碗ずつ飲用すれば、滋強に効あり万病に冒されずとなし、富者はこれを摂用する」とあり、当時の朝鮮の富裕層が水炊きに粉末の高麗人参を入れて参鶏湯の原型をつくったことが分かる。ただし、当時の参鶏湯は現在のように「食べる」ものではなく、煮込み続けているものを数日にわたって少しずつ薬用スープとして飲むものであったと考えられている。また、昭和10年（1935年）刊の冊子『伸びゆく京城電気』に「真の朝鮮料理は貴族・上流階級の占有であって、平生、京城っ子の口に入らぬ」とあるように、特権階級の習慣は一般に知られていなかった。そのため、文献資料に乏しいだけで1910年代以前から存在した可能性も考えられる。
参鶏湯が現在の形となるのは1960年代の大韓民国においてである。韓国独立後も1950年代まで鶏参湯はタックㇰやペㇰスㇰと比べるとマイナーな鶏料理であり、食され方も従来の方法が採られていた。だが、1953年の朝鮮戦争休戦後に高麗人参が普及すると鶏参湯も本格的に飲食店で提供されるようになり、粉末で入れていた高麗人参が丸のままとなったほか、1960年代には高麗人参の効能を強調するために名称が鶏参湯から参鶏湯（サㇺゲタン）へと変わっていった。これ以降、参鶏湯は「三伏に食べる料理」として夏の料理を代表する地位を築いている。
なお、中華人民共和国の百度百科は2021年3月29日時点で参鶏湯の「広東省（中国）起源説」を唱えている。百度百科は、参鶏湯を「中国古来の広東式（広東料理）の家庭スープ料理」であるとし、「中国から韓国へと伝わり、韓国の代表的な宮廷料理となった」と主張している。だが、百度百科にはその詳細が記載されておらず、根拠となる史料や起源となった広東料理が何か一切提示されていない。夕刊フジの取材によると、参鶏湯と類似した広東料理はスープ料理でない乞食鶏（叫化鶏）が確認された程度で、関係者もそれぞれを別個の料理と認識していた。また、2015年11月1日に訪韓中の李克強が「韓国食品を中国に輸出できる環境を調える」と表明した際、中国の人民網は関連記事で参鶏湯を「韓国参鶏湯」と表記し、中国との関連性について言及しなかった。そのため、少なくともこの時点ではまだ参鶏湯の「中国起源説」が中国でも普及していなかったことが推察される。

## 作り方・食べ方
鶏の腹から内臓を出して、そこに高麗人参と洗ったもち米、さらに干しナツメ、栗、松の実、ニンニクなどを詰めた後、水に入れて最低2 - 3時間じっくり煮込む。長い場合は丸一日煮込むこともある。煮込む際に長ネギなどを加えることもある。ひとり1羽ずつ、熱々のスープに入れてトゥッペギ（小さい土鍋）で供する。
朝鮮風では調理時に味付けはほとんど行なわず、食卓で塩・コショウ、キムチなどで味を整えて食べる。小皿に塩を入れ、少量のスープで溶き、そこに肉片をひたすという食べ方もある。よく煮込んだ場合には簡単に骨がはずれ、また軟骨まで食べることができる。小骨も食べられるとされるが、鶏の小骨は鋭くとがった形に砕けて胃を傷つけるので食べないほうが安全である。スープを残し、そこにご飯を入れることもある。

## ギャラリー

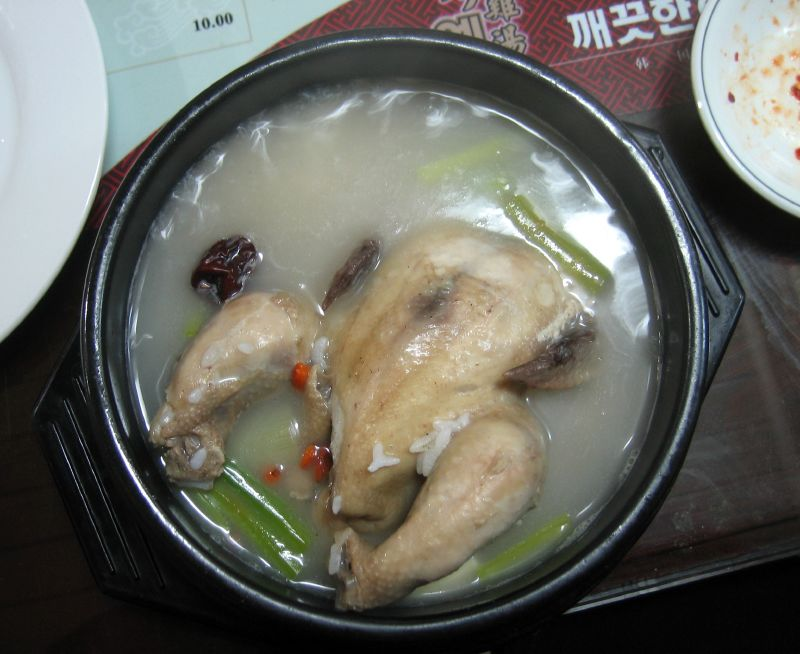
サㇺゲタン
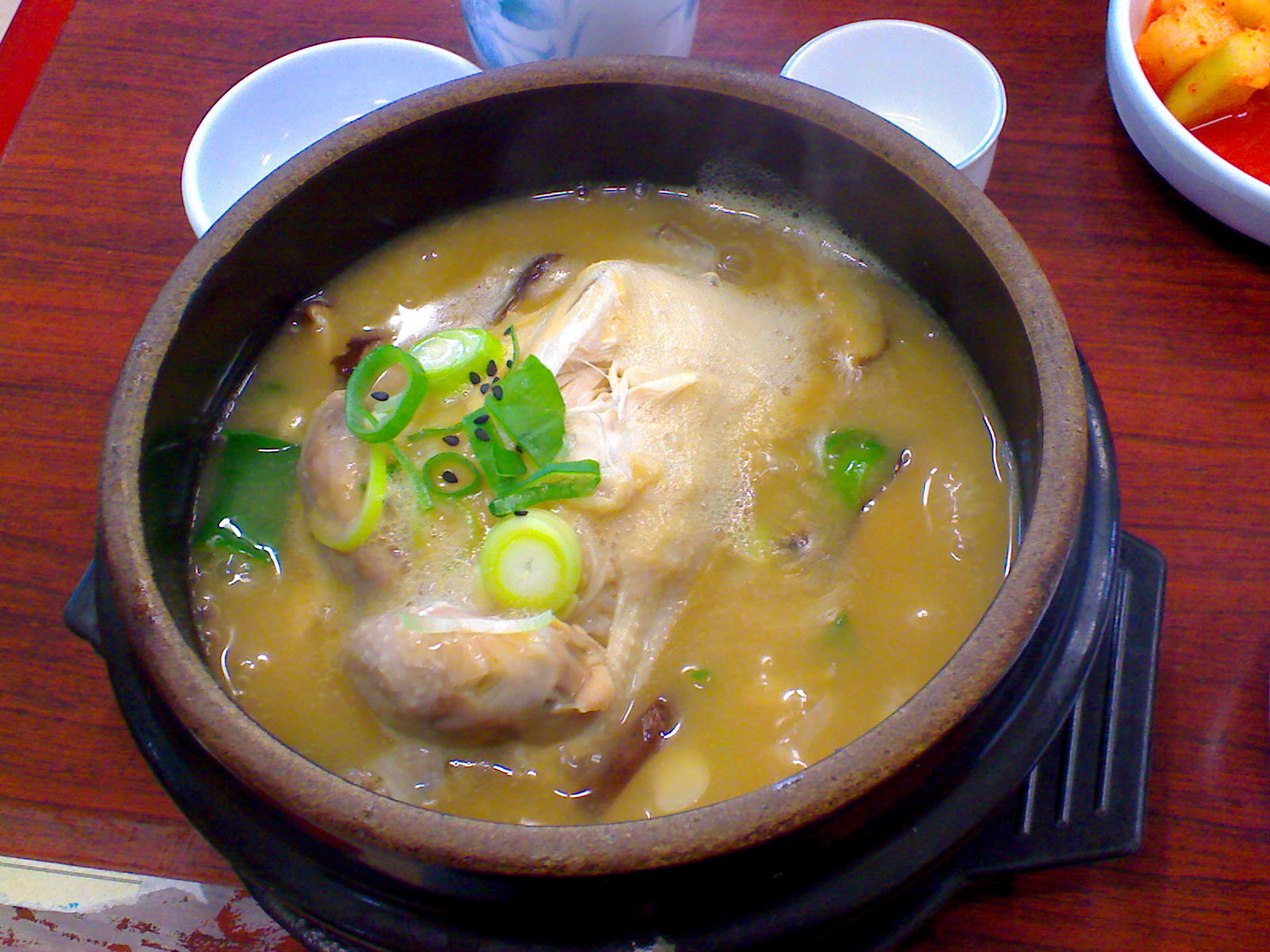
サㇺゲタン
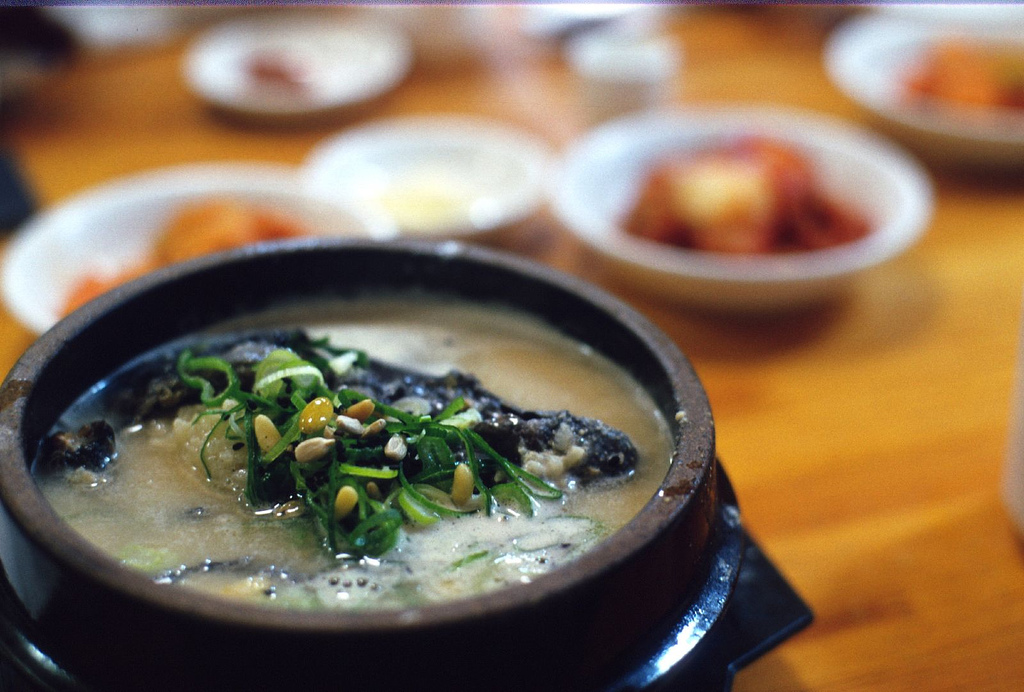
オゴㇽゲタン
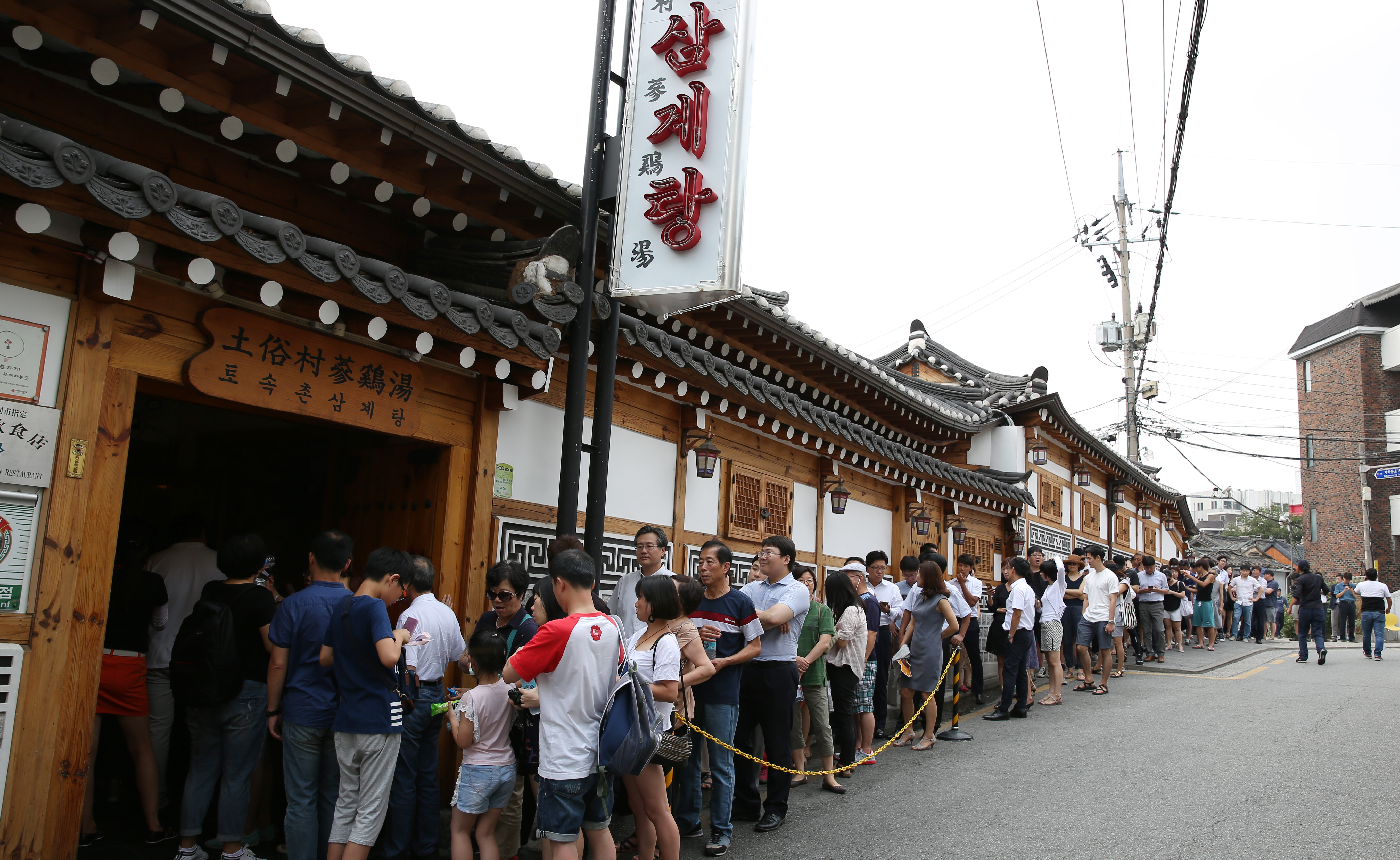
三伏（末伏）の日にサㇺゲタンを食べようとする韓国の人々